# Botanophila prominens
Botanophila prominens este o specie de muște din genul Botanophila, familia Anthomyiidae. A fost descrisă pentru prima dată de Stein în anul 1916.
Este endemică în Italia. Conform Catalogue of Life specia Botanophila prominens nu are subspecii cunoscute.